# Christian Günther I.
Christian Günther I. von Schwarzburg-Sondershausen (* 11. Mai 1578 in Sondershausen; † 25. November 1642 in Arnstadt) regierte seit 1599 als Graf von Schwarzburg-Sondershausen.

## Leben
Graf Christian Günther I. war der jüngste Sohn des Grafen Johann Günther I. von Schwarzburg-Sondershausen (1532–1586) und dessen Gemahlin Gräfin Anna (1539–1579), Tochter des Grafen Anton I. von Oldenburg-Delmenhorst.
Beim Tod seines Vaters waren er und seine Brüder noch unmündig und so unterstanden sie der Vormundschaft ihrer Oheime, den Grafen Johann VII. (1540–1603) und Anton II. (1550–1619) von Oldenburg, und später regierten sie gemeinschaftlich. Im Jahr 1593 fiel ihnen nach dem Erbvertrag von 1433 die Grafschaft Honstein zu, von der ihnen aber nach langem Streit nur wenig zuteilwurde.
Im Dreißigjährigen Krieg hatte die Grafschaft, besonders Arnstadt und Umgebung, durch Einquartierungen und andere Kriegslasten auf das Schrecklichste zu leiden. Die Brüder versuchten dabei aber ihr bestes, um den Schrecken danach zu mildern.
In Sondershausen ließen die Brüder den Nordflügel des Residenzschlosses anbauen.

## Nachkommen
Graf Christian Günther I. war seit 15. (Juni/November) 1612 mit Anna Sibylle (1584–1623), Tochter des Grafen Albrecht VII. von Schwarzburg-Rudolstadt, verheiratet und hatte mit ihr die folgenden Kinder:
- Anna Juliane (1613–1652)
- Johann Günther III. (1615–1616)
- Christian Günther II. (1616–1666); der Fromme, Graf von Schwarzburg-Sondershausen zu Arnstadt
- Catharina Elisabeth (1617–1701) ⚭ Heinrich II. Reuß zu Gera
- Eleonore Sophie (1618–1631)
- Anton Günther I. (1620–1666), Graf von Schwarzburg-Sondershausen
- Ludwig Günther II. (1621–1681), Graf von Schwarzburg-Sondershausen zu Ebeleben
- Sophie Elisabeth (1622–1677)
- Clara Sabine (1623–1654)